# Phaeocytostroma megalosporum
Phaeocytostroma megalosporum är en svampart som beskrevs av B. Sutton 1964. Phaeocytostroma megalosporum ingår i släktet Phaeocytostroma, divisionen sporsäcksvampar och riket svampar.   Inga underarter finns listade i Catalogue of Life.